# (100653) 1997 WD12
(100653) 1997 WD12 es un asteroide perteneciente a la familia de Astrea en el cinturón de asteroides, descubierto el 22 de noviembre de 1997 por el equipo del Spacewatch desde el Observatorio Nacional de Kitt Peak, Arizona, Estados Unidos.

## Designación y nombre
Designado provisionalmente como 1997 WD12.

## Características orbitales
1997 WD12 está situado a una distancia media del Sol de 2,598 ua, pudiendo alejarse hasta 3,070 ua y acercarse hasta 2,125 ua. Su excentricidad es 0,181 y la inclinación orbital 3,782 grados. Emplea 1529,73 días en completar una órbita alrededor del Sol.

## Características físicas
La magnitud absoluta de 1997 WD12 es 16,1.